# FSC Lublin
L'FSC Lublin è un veicolo commerciale leggero prodotto dalla FSC nello stabilimento di Lublino tra il 1993 e il 2007.
Nato come erede dello storico modello FSC Żuk è stato venduto con numerosi marchi in seguito ai passaggi di proprietà dello stabilimento: dal 1997 al 2002 come Daewoo Lublin in quanto la sud coreana Daewoo Motors acquistò tutte le attività della FSC.
In seguito al fallimento della Daewoo i diritti di produzione sono successivamente passati alla Andoria Motors e di conseguenza perse il marchio Daewoo per adottare quello Andoria. Nel 2004 i diritti passarono alla Intrall che lo produsse fino al 2007. Gli ultimi esemplari prodotti dalla DTZ sono stati fabbricati dal 2011 al 2016 sia con marchio DTZ che Honker.

## Il contesto
Alla fine degli anni settanta e all'inizio degli anni ottanta alla Fabryka Samochodów Ciężarowych si iniziarono a studiare diversi progetti per un nuovo veicolo commerciale cittadino destinato all'Est Europa. L'alleanza tra la FSC e la ZSD mirava a creare un successore degli ormai obsoleti modelli Żuk e Nysa. Nel 1974 la Andoria, azienda specializzata nella produzione di motori diesel con sede a Andrychów, iniziò a sviluppare un nuovo propulsore destinato ad equipaggiare il futuro commerciale. Tra il 1976 e il 1979, il nuovo motore venne testato presso il centro ricerche e sviluppo dell'inglese Ricardo dove venne ultimato per la produzione ma a causa di un rallentamento dello sviluppo del nuovo furgoncino FSC il progetto del nuovo motore venne sospeso.
Alla fine degli anni ottanta la FSC e la Andoria ripresero lo sviluppo sia del nuovo commerciale che del nuovo motore. Alla fine del 1992 il veicolo era ultimato e pronto per i collaudi su strada dei primi esemplari pre serie.
Il 15 ottobre 1993 debutta ufficialmente l’FSC Lublin e immediatamente inizia la produzione del nuovo veicolo commerciale il cui nome omaggia la città di Lublino dove è presente lo stabilimento produttivo della FSC.
Il Lublin 33, prima versione in commercio, aveva il nuovo motore Andoria 4C90 diesel da 2,4 litri quattro cilindri aspirato erogante 70 CV abbinato alle carrozzerie di tipo furgone lastrata, cassonata (pick-up) e container.
Nel 1995 la FSC venne acquistata dalla Daewoo Motors e divenne una sussidiaria della Daewoo Motors Polska, e la gamma venne aggiornata con l’introduzione nel 1996 del nuovo motore Andoria turbo diesel 2.4 4CT90 erogante 90 CV affiancato dal motore a benzina 2.0 quattro cilindri MPFI General Motors da 105 CV.

### Daewoo Lublin 2
Nel 1997 è iniziata la produzione del Daewoo Lublin 2, una versione ristilizzata che portava al debutto una nuova calandra anteriore con marchio Daewoo e nuovi gruppi ottici frontali. Venne introdotto anche il servosterzo, nuovo cambio manuale e nuova plancia interna con molti componenti come il cruscotto ereditati dalla Polonez Plus. A fine 1997 è stata aggiunta alla gamma una versione con portata massima di 3,5 tonnellate e un motore a benzina 2.2 quattro cilindri C22 MPFi di origine Holden (gruppo GM) erogante 117 CV.
Dal 1996 al 2001, l'assemblaggio del Lublin è stato effettuato in complete knock down anche presso lo stabilimento di Craiova della Daewoo Automobile Romania e dal 1997 al 1999 anche nello stabilimento della Avia.

### Daewoo Lublin 3

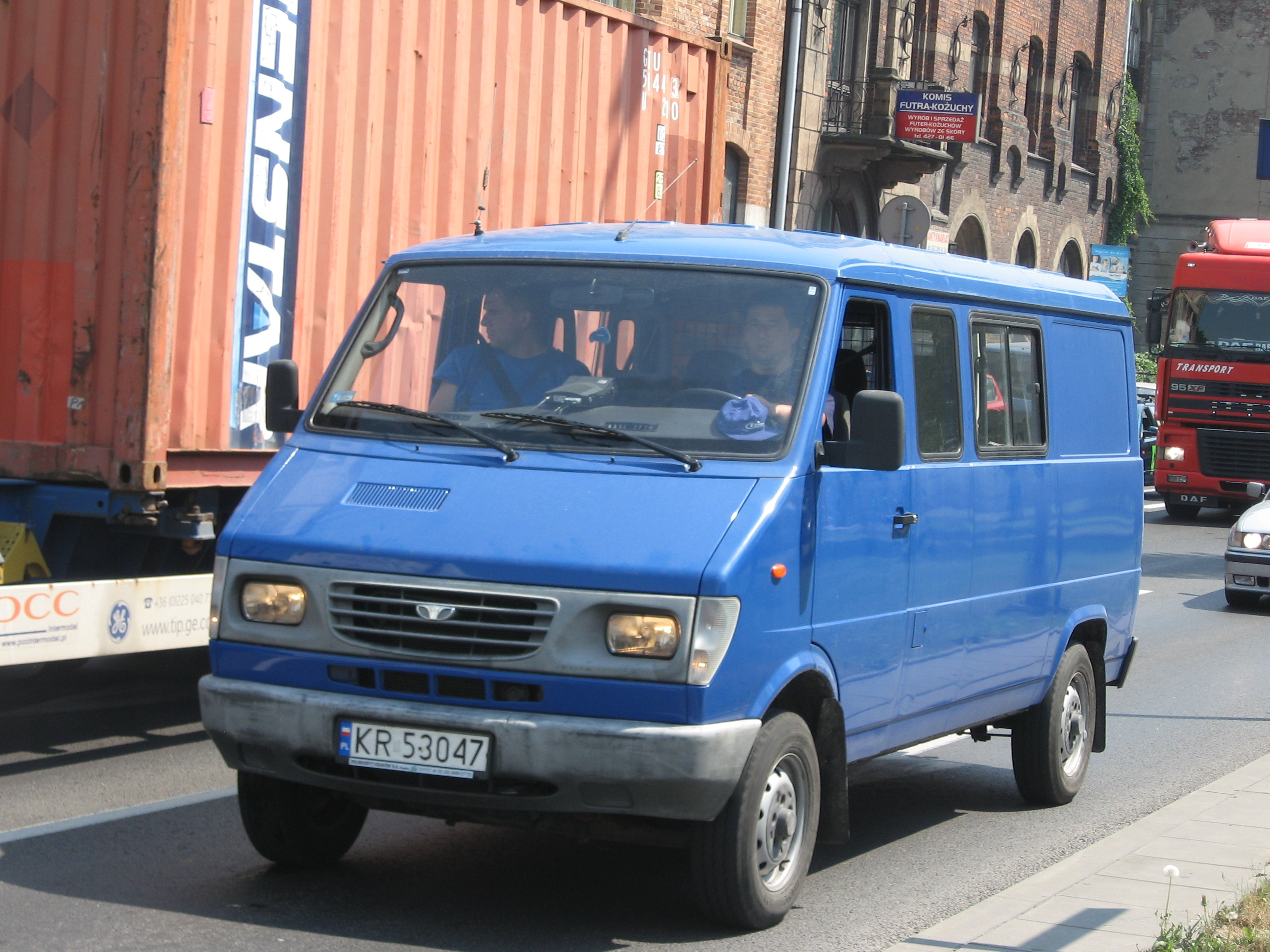
Daewoo Lublin 3

Nel 1999 debutto un secondo restyling: il Lublin 3. Questa nuova versione presenta piccole modifiche alla carrozzeria dove vengono introdotti nuovi fanali e gli indicatori di direzione e le luci di posizione vengono spostate negli angoli della carrozzeria. Il motore 2.4 turbo diesel venne aggiornato alla normativa Euro 2 e la potenza scese a 86 cavalli. Uno dei difetti comuni a molto Lublin era la tendenza ad arrugginirsi dopo pochi anni e con l’occasione del restyling la carrozzeria subì nuovi trattamenti anti corrosione. Venne introdotta anche una nuova trasmissione manuale a cinque rapporti Kia Motors e un nuovo albero di trasmissione.
Nonostante gli aggiornamenti le vendite del Lublin crollarono; il progetto ormai era anziano e datato essendo risalente agli anni ottanta e non reggeva più la concorrenza sempre più moderna e che offriva dotazioni di serie molto più ricche soprattutto sotto il profilo della sicurezza (il Lublin non venne mai dotato di airbag frontali). La Daewoo infatti aveva già in sviluppo l’erede, in joint venture con l’inglese LDV Group, da produrre nello stabilimento di Lublino.
A causa delle difficoltà finanziarie in cui versava la capogruppo Daewoo, tutte le attività della sussidiaria polacca dichiararono fallimento nell'autunno del 2001; di conseguenza il progetto e lo stabilimento del Lublin in Polonia vennero acquisiti dalla Andoria Motor e nella primavera del 2002 riprese la produzione del veicolo ribattezzato Andoria Lublin 3 con il motore 2.4 turbodiesel riomologato Euro 3.
Tuttavia le vendite non decollarono e alla fine del 2003 i diritti di produzione sono stati rilevati dalla Intrall Polska, riprendendo la produzione all'inizio del 2004.

### Intrall Lublin 3Mi

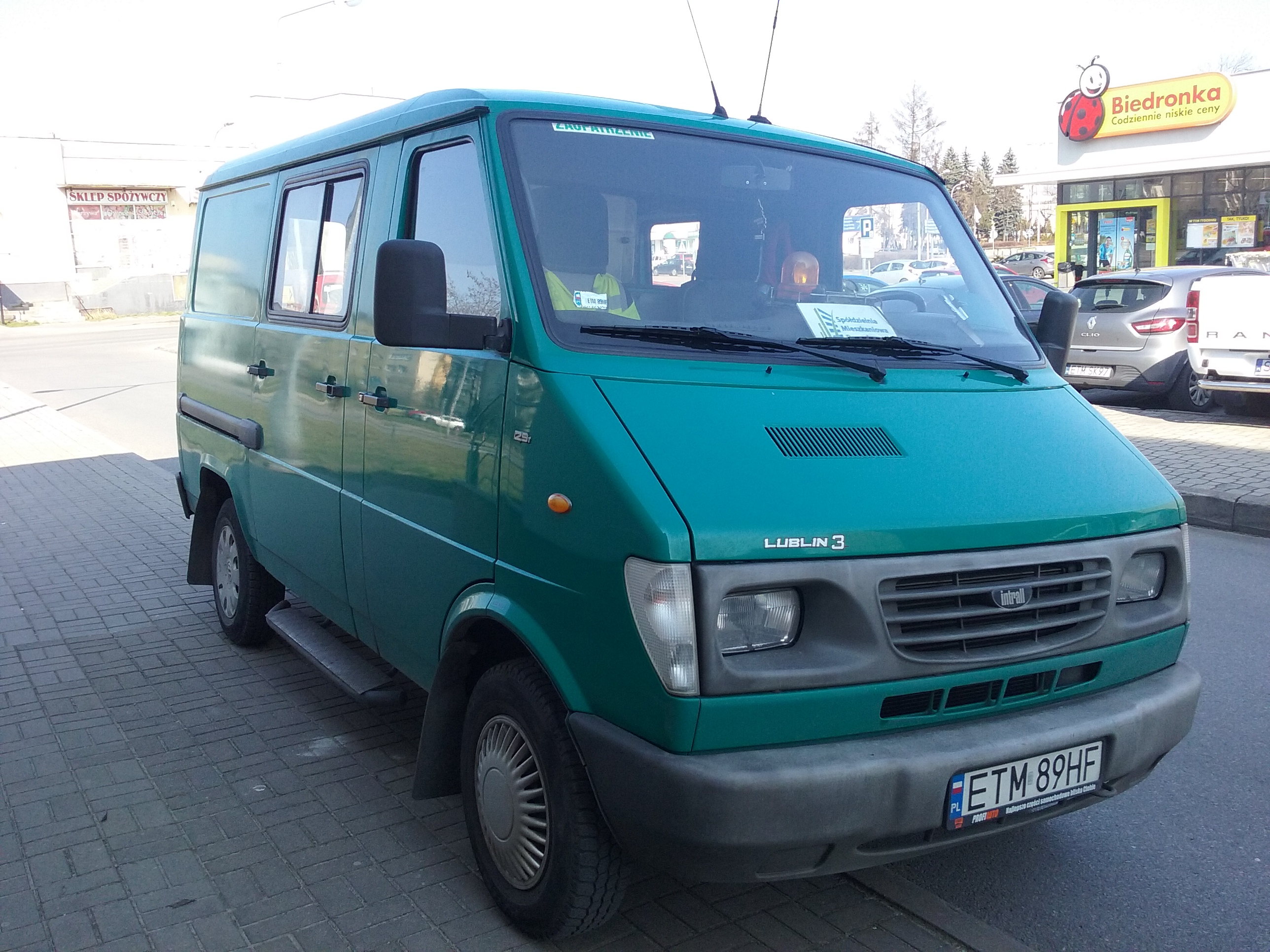
Il Lublin marchiato Intrall

Nel 2005 è stata introdotta la versione modernizzata Intrall Lublin 3Mi: il nuovo modello aveva una nuova griglia frontale con doppi gruppi ottici circolari, vennero cambiati anche i fanali posteriori e debuttarono nuovi paraurti anteriori e posteriori. La gamma motori era composta dal 2.4 turbodiesel Andoria a cui si aggiunse anche il motore Iveco Sofim 8140.43S da 2,8 litri common rail erogante 125 CV. Nel 2006, il motore 2.4 4CT90 è stato sostituito dalla nuova unità 4CTi90 dotata di intercooler e potenza incrementata a 102 CV. Nel dicembre 2007, la produzione è stata interrotta a causa del fallimento di Intrall.
Dal 2004, l'assemblaggio del Lublin 3Mi è stato effettuato in CKD anche in Bielorussia presso lo stabilimento Unison di Obczak vicino a Minsk.

### Ultime versioni
Nel maggio 2009 la DZT Tymińscy ha acquistato i diritti per la produzione dei fuoristrada Honker e i diritti e lo stabilimento polacco del Lublin.
Oltre a lavorare sulla realizzazione del fuoristrada Honker è stato presentato il DZT Pasagon, un nuovo restyling in cui sono state introdotte modifiche per adattare il veicolo a nuovi standard tecnici e aggiornato lo stile della carrozzeria: il vano motore è stato ampliato per ospitare il motore Andoria da 2,6 litri e la parte anteriore della carrozzeria è stata completamente modificata. Il Pasagon è stato presentato per la prima volta nell'agosto 2010 durante la quinta Fiera Internazionale di Borderland a Siemiatycze. La produzione in serie è iniziata il 3 gennaio 2011. Nel periodo da gennaio ad agosto 2012, sono state vendute 23 unità Pasagon, di cui una a un singolo cliente.
Il veicolo è alimentato da un motore diesel Andoria ADCR a 4 cilindri in linea a iniezione diretta common rail con una cilindrata di 2636 cm³, una potenza di 85 kW (115 CV) e una coppia massima di 250 N·m. Inizialmente, il motore soddisfaceva lo standard di emissioni Euro 4 e da maggio 2011 venne riomologato Euro 5. L'unità motrice era abbinata ad un cambio manuale a 5 marce e la trazione era posteriore. Le sospensioni del veicolo ad assale rigido sia all'anteriore che al posteriore con balestra longitudinale e ammortizzatori idraulici. L'Honker Cargo, rispetto al modello Lublin 3Mi, veniva offerto solo nelle varianti con telaio più lungo e passo di 3433 mm.
Nel settembre 2012 il nome è stato cambiato da DZT Pasagon a Honker Van e poco dopo a Honker Cargo.
La produzione si concluse nel 2016 quando la DZT dichiarò fallimento.